# Santa Mercedes
Santa Mercedes je općina u brazilskoj federalnoj državi São Paulo. Ovo područje veliko gotovo 167 km² prema popisu stanovništva iz 2010. ima 2831 stanovnika.
Kroz općinu prolazi državna autocesta SP-294.